# Synagoge (Jirkov)
Koordinaten: 50° 30′ 5,1″ N, 13° 27′ 7,5″ O

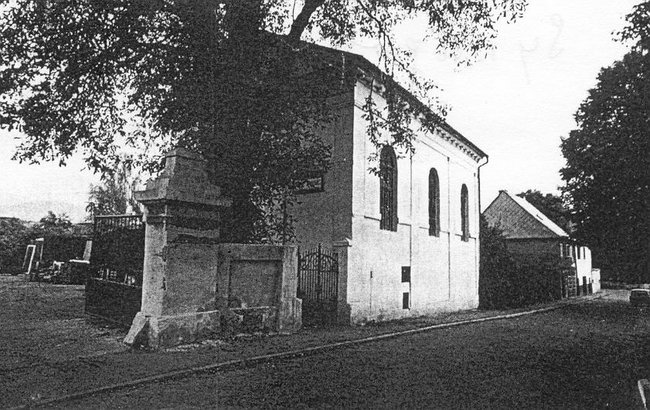
Synagoge in Jirkov (vor 1930)

Die Synagoge in Jirkov (deutsch Görkau), einer Stadt in unmittelbarer Nähe der Bezirksstadt Chomutov (Komotau) in der Tschechischen Republik, wurde 1846/47 errichtet. Die profanierte Synagoge steht an der ehemaligen Herrengasse, heute ulici 5. května.
Das Gebäude überstand die Zeit der deutschen Besatzung im Zweiten Weltkrieg unversehrt. Nach 1945 wurde es als Lagerraum genutzt.